# Алкмин, Жералду
Жера́лду Жозе́ Родри́гес Алкми́н Фи́лью (порт. Geraldo José Rodrigues Alckmin Filho; род. 7 ноября 1952, Пиндамоньянгаба, Сан-Паулу, Бразилия) — бразильский государственный и политический деятель, вице-президент Бразилии с 1 января 2023 года, губернатор штата Сан-Паулу (2011—2018).

## Биография
Жералду Алкмин родился 7 ноября 1952 года в муниципалитете Пиндамоньянгаба, Сан-Паулу. Алкмин — сын Жеральду Жозе Родригеса Алкмина и Мириам Пентеадо. Жералду — племянник Жозе Жералду Родригеса де Алкмина, который был министром Верховного федерального суда. Согласно журналу Época, Джеральдо получил христианское образование от католической прелатуры Opus Dei и сообщил журналу, что его дядя Жозе Жералду был из Opus Dei.

## Политическая карьера

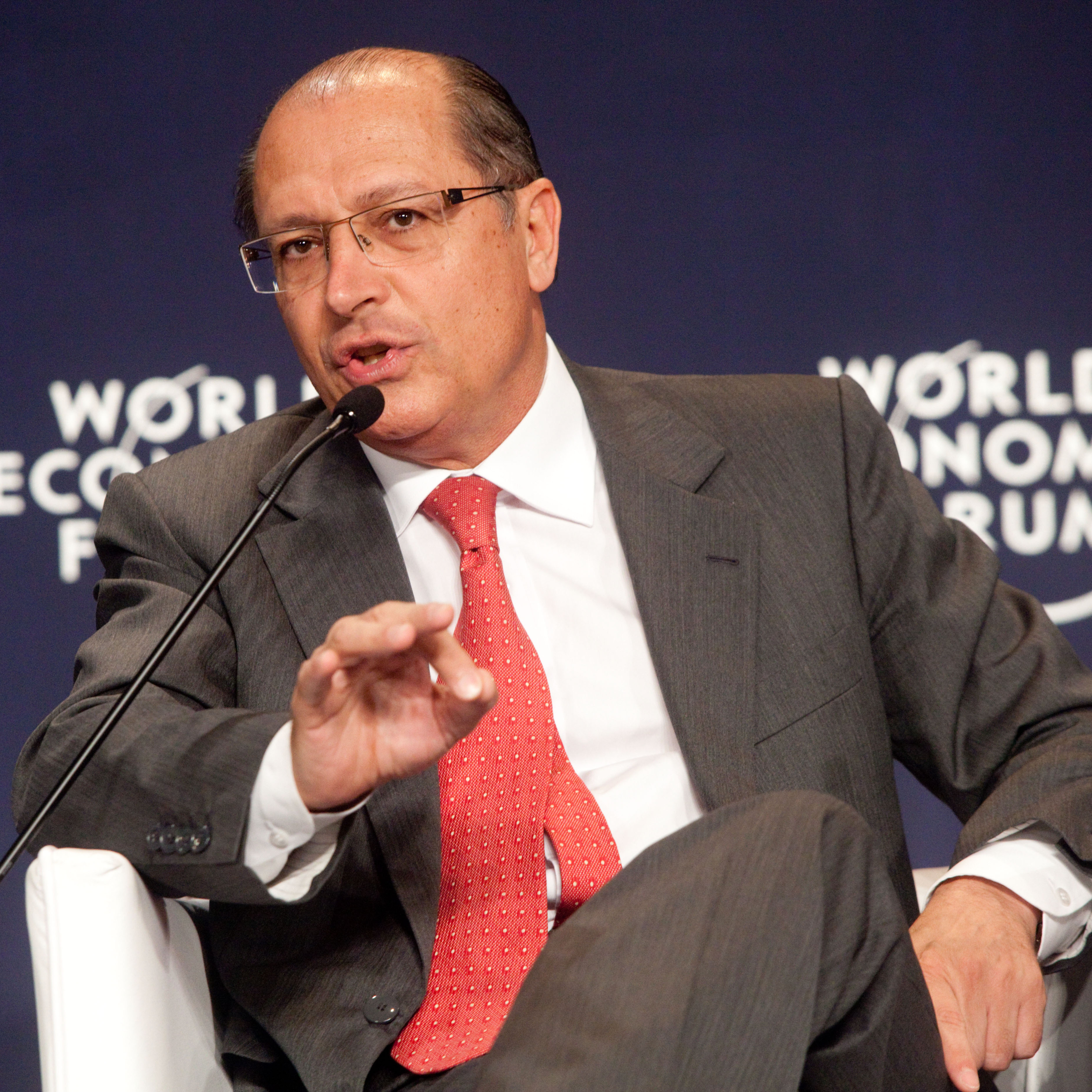
Алкмин на Всемирном экономическом форуме в Латинской Америке в 2011 году

Еще учась на первом курсе медицинской школы, Алкмин начал свою политическую карьеру в 1972 году, когда он был избран в городской совет Пиндамоньянгабы (1973—1977), а затем его мэром (1977—1982). В 25 лет он был самым молодым бразильским мэром. Он был избран депутатом федерального правительства на два срока (1983—1987 и 1987—1994 годы), отличившись авторством законов о защите прав потребителей. В 1988 году он был одним из основателей Бразильской социал-демократической партии (БСДП).
Он был избран вице-губернатором Сан-Паулу, кандидатом от Мариу Коваса сначала на выборах 1994 года, а затем снова в 1998 году. После смерти Коваса он стал губернатором штата Сан-Паулу в марте 2001 года и продолжил его политику, в частности инвестирование в крупные государственные проекты, программы здравоохранения и образования. Все эти инвестиции стали возможными благодаря программам приватизации, в ходе которых публичные и государственные компании распродавались. Он был избран губернатором 27 октября 2002 года в результате второго тура выборов на срок 2003—2006 годах, набрав 12 миллионов голосов (или 58,64 %). Его нынешняя администрация отмечена сокращением государственной заработной платы с 49 % до 46 % государственного бюджета, унификацией систем закупок и другими инициативами по «умным расходам», а также внедрением государственно-частного партнерства (ГЧП).

## Президентские выборы 2006 года

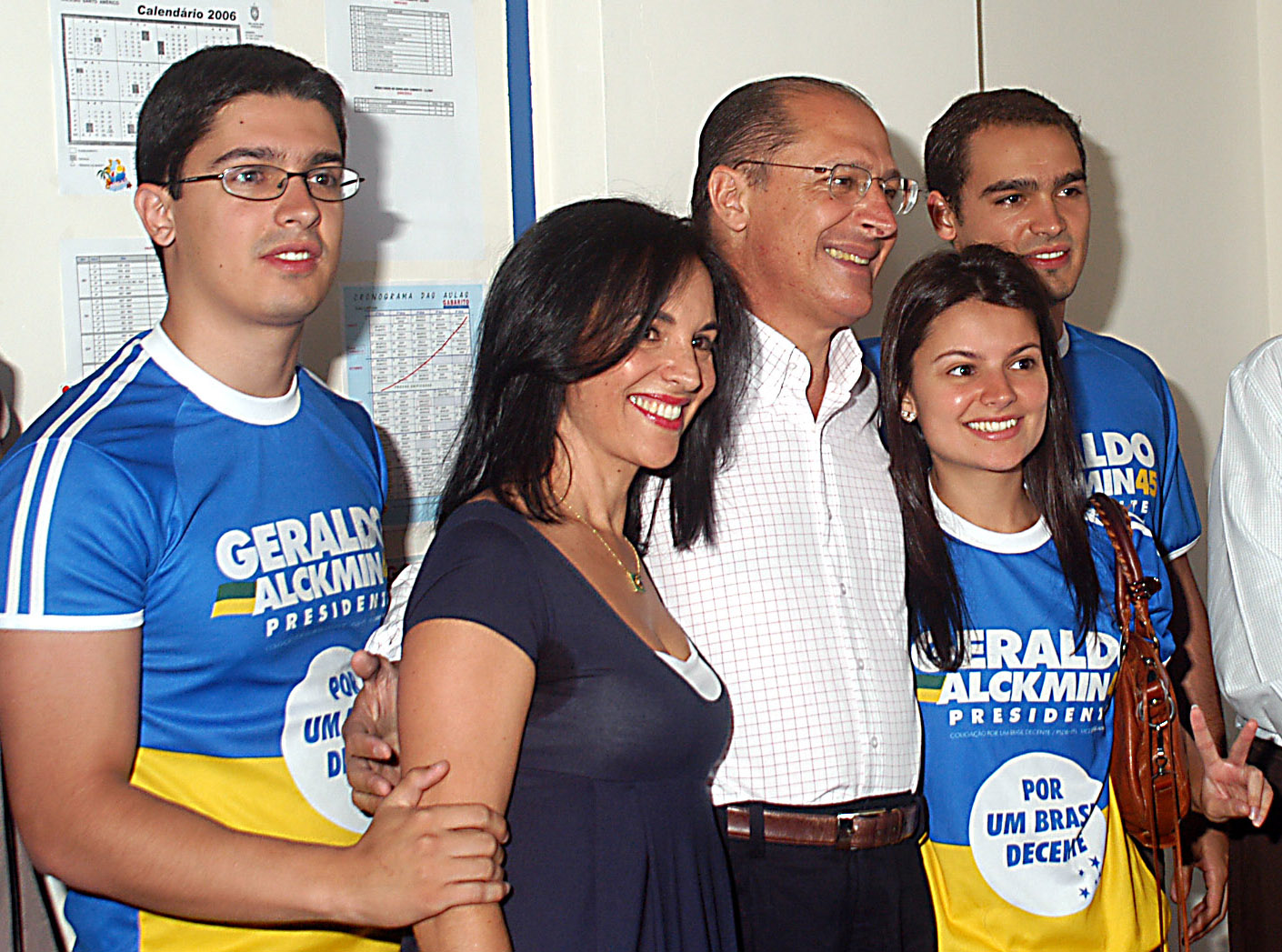
Алкмин и его семья во время президентской кампании 2006 года

Результаты второго тура президентских выборов (2006).
Луис Инасиу Лула да Силва
Жералду Алкмин

14 марта 2006 года Бразильская социал-демократическая партия выдвинула Алкмина своим кандидатом в президентских выборах 2006 года; из-за избирательных правил ни один кандидат, баллотирующийся на пост, не может в настоящее время находиться в исполнительной власти, что вынуждает его уйти с поста губернатора 31 марта 2006 года. Клаудиу Лембу, вице-губернатор, завершил срок полномочий Алкмина. Товарищ Алкмина по партии, Жозе Серра, президентский знаменосец Бразильской социал-демократической партии, проигравший Луису Инасиу Луле да Силве в 2002 году, затем объявил о своей кандидатуре вместо Алкмина на выборах штата в 2006 году. Серра выиграл голосование в первом туре выборов в Бразилии 1 октября 2006 года и был избран губернатором Сан-Паулу.
Вопреки всем основным опросам, проведенным в преддверии голосования 1 октября 2006 года, Алкмин удивил почти всех и занял второе место на президентских выборах. Его 41,64 % голосов вместе с голосами, отданными за двух менее значимых кандидатов, а также бюллетеней, которые остались пустыми или испорченными, было достаточно, чтобы лишить простого большинства, необходимого для переизбрания действующего президента Бразилии Луиса Инасиу Лула да Силва в первом туре. Лула и Алкмин встретились во втором туре выборов 29 октября 2006 года. Алкмин получил 39 % голосов, проиграв Луле, который получил 61 % голосов и затем был переизбран.

## Возвращение в Сан-Паулу
19 января 2009 года Жералду был назначен министром развития штата Сан-Паулу тогдашним губернатором Жозе Серра.

## Губернатор Сан-Паулу (2011—2018)

### Государственные выборы 2010 года
На съезде Бразильской социал-демократической партии, состоявшемся 13 июня 2010 года, Алкмин был официально назван кандидатом от партии в правительство Сан-Паулу.
Алкмин был избран губернатором в первом туре с 11,5 миллионами голосов (50,63 %), победив сенатора Алоизиу Меркаданте (PT), который получил 8 миллионов голосов (35,23 %).

### Третий срок на посту губернатора (2011—2014)
Алкмин в третий раз принял правительство Сан-Паулу 1 января 2011 года. Инаугурация состоялась во время церемонии, состоявшейся в Законодательном собрании штата.
Его администрации в 2013 году грозят забастовки в сфере образования и здравоохранения. После корректировки проезда столичных поездов и метро начались массовые протестные манифестации, которые также произошли по всей Бразилии. Позже корректировка была приостановлена Алкмином и мэром Сан-Паулу Фернанду Аддадом.
Кампания по переизбранию Алкмина на 2014 год была официально объявлена 29 июня 2014 года. В первом туре 5 октября 2014 года он был переизбран, набрав 12,2 млн голосов (57,31 %), что является вторым по величине процентом голосов с момента редемократизации Бразилии.

### Четвёртый срок на посту губернатора (2015—2018)
Алкмин в четвёртый раз вступил в должность губернатора Сан-Паулу 1 января 2015 года.

## Президентская кампания 2018 года
На съезде, состоявшемся 9 декабря 2017 года, Алкмин был избран национальным президентом Бразильской социал-демократической партии 470 голосами против 3, сменив сенатора штата Минас-Жерайс Аэсио Невиса, и объявил о своей предварительной кандидатуре на президентскую гонку в следующем году. 23 февраля 2018 года, после того как мэр Манауса Артур Виргилиу Нету приостановил свою кампанию, Алкмин стал единственным кандидатом на предварительных выборах партии. Его кандидатура стала официальной 6 марта 2018 года.
После ухода с поста губернатора и потери юридической неприкосновенности Алкмин стал объектом расследования со стороны органов избирательной юстиции по обвинению в том, что строительная компания Novonor незаконно направила 10 миллионов реалов на его избирательную кампанию 2010 и 2014 годов. Он отрицал правонарушения, заявив, что средства носили «предвыборный характер» и что обвинение «не проходит».
В начале мая 2018 года Алкмин объявил о своей команде по коммуникациям кампании, которую возглавляет Луис Фелипе д’Авила с Лулой Гимарайнш в качестве директора по маркетингу. Позже в том же месяце он объявил о своей группе экономических консультантов, в которую входят экономисты Plano Real Эдмар Бача и Персиу Арида. В конце июля Алкмин договорился о коалиции с «centrão» (большой центр), группой партий в Конгрессе, состоящей из Демократов, Прогрессистской партии Бразилии, Либеральной партии, Бразильской республиканской партии и партии Солидарности. 2 августа 2018 года сенатор от Риу-Гранди-ду-Сул Ана Амелия Лемос, член Прогрессистской партии, была утверждена кандидатом Алкмина на всеобщих выборах. Будучи кандидатом с самой большой коалицией, Алкмин получил самое длинное место для политической рекламы на бесплатных телеканалах.
В качестве кандидатов Алкмин предлагал сокращение правительства и снижение налогов, а также защищал трудовую реформу, проведенную при администрации президента Мишела Темера.

## Президентские выборы 2022 года

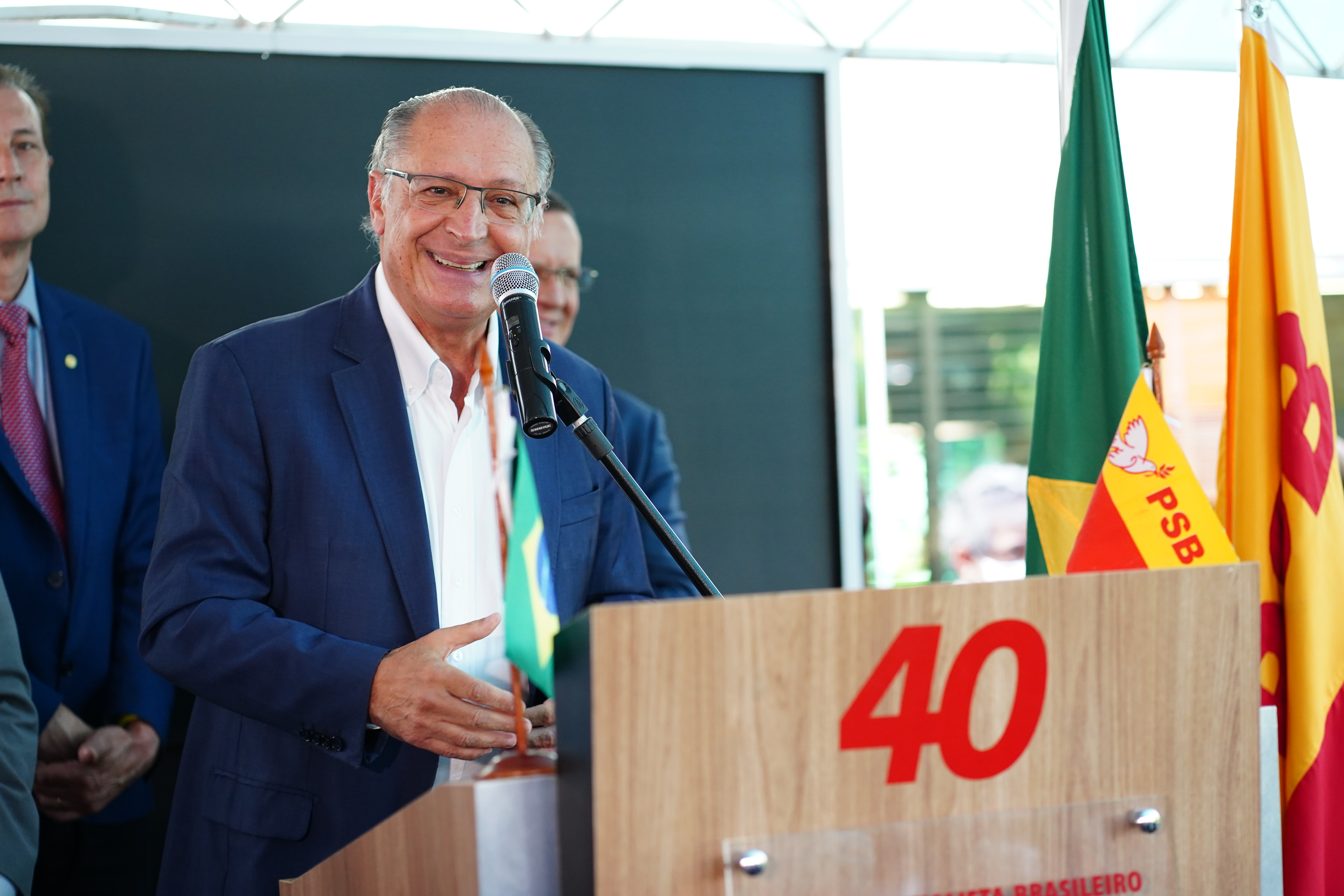
Алкмин во время церемонии вступления в Социалистической партии Бразилии, март 2022 года

После своего поражения на выборах 2018 года Алкмин подумывал о том, чтобы снова баллотироваться на пост губернатора Сан-Паулу в 2022 году. Его бывший союзник, губернатор Сан-Паулу Жоао Дориа, выдвинул своего вице-губернатора Родриго Гарсию кандидатом от Бразильской социал-демократической партии на эту роль. Алкмин рассматривал возможность остаться в PSDB в случае победы Эдуардо Лейте над Дорией на предварительных выборах президента партии. После победы Дории в ноябре 2021 года уход Алкмина из партии стал неизбежным.
15 декабря 2021 года Алкмин официально объявил о своем уходе из БСДП. После его ухода появились предположения, что он вступит в Социал-демократическую партию (СДП), если решит баллотироваться в правительство Сан-Паулу в 2022 году, или в левую Социалистическую партию Бразилии (СПБ), если решит баллотироваться на пост вице-президента в качестве бывшего президента Луиса Инасиу Лулы да Силвы в президентские выборы 2022 года. 29 июля 2022 года он официально присоединился к СПБ, и его кандидатура на пост вице-президента была официально утверждена.
Кандидатура Алкмина на пост вице-президента от его бывшего соперника Лулы да Силвы была расценена как попытка Лулы сформировать широкий фронт против переизбрания Жаира Болсонару.
Билет Лулы — Алкмина выиграл второй тур выборов 2022 года 30 октября, победив билет действующего президента Жаира Болсонару (Либеральная партия). Алкмин займет пост Амилтона Моурана (Республиканская партия).

## Вице-президент Бразилии

### Предвыборная кампания вице-президента 2022 года
В марте 2022 года Алкмин присоединился к Социалистической партии Бразилии, чтобы стать напарником Лулы на президентских выборах 2022 года. Эти двое ранее были соперниками на президентских выборах в Бразилии в 2006 году, где Алкмин, в то время член Бразильской социал-демократической партии, потерпел поражение от Лулы во втором туре.
После избрания Луиса Инасиу Лулы да Силвы президентом Бразилии Алкмин вступил в должность вице-президента Бразилии 1 января 2023 года.

## Личная жизнь
Жералду женат на Марии Люсии Рибейро Алкмин. Является отцом троих детей — София, Жералду и Томаз. Томаз погиб в результате крушения вертолета 2 апреля 2015 года.